# Broughton Suspension Bridge

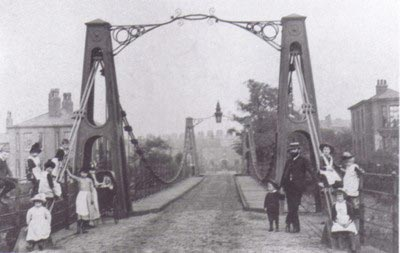
Die wieder aufgebaute Broughton Suspension Bridge im Jahre 1883

Die Broughton Suspension Bridge war eine Kettenbrücke über den River Irwell zwischen den Orten Broughton und Pendleton, heute City of Salford, Greater Manchester, England. Sie war eine der ersten Hängebrücken in Europa und wurde berühmt, weil sie am 12. April 1831 wahrscheinlich infolge von Resonanzschwingungen einstürzte, die durch marschierende Truppen verursacht wurden.

## Brücke
Die Brücke wurde 1826 im Auftrag eines örtlichen Unternehmers auf dessen Kosten gebaut. Ihre Ausführung wird von einigen Samuel Brown zugeschrieben, andere meinen, sie sei von einem örtlichen Maschinenfabrikanten gebaut worden. Sie war der örtliche Stolz, da sie unmittelbar nach der Menai-Hängebrücke eröffnet wurde. Sie hatte eine Spannweite von 44 m (144½ Fuß). Die tragenden Ketten bestanden aus je zwei parallel angeordneten, langen Eisenstäben, die mit einem aus zwei Bolzen und drei kurzen Flacheisen bestehenden Gelenk mit den beiden nächsten Eisenstäben verbunden waren. Damit gingen die Bolzen durch je fünf dicht aneinander liegende Eisen, die die Last relativ gleichmäßig auf den Bolzen verteilten. Lediglich die letzte Verbindung bestand nur aus einem einzigen Bolzen, der die beiden Stäbe der Kette mit der gusseisernen Ankerplatte in den gemauerten Widerlagern verband. Die Ketten wurden von vier gusseisernen Pylonen an den Enden der Brücke gestützt.

## Einsturz im Jahre 1831
Am 12. April 1831 hatten bereits zwei Gruppen von Soldaten die Brücke problemlos überquert, als eine weitere Gruppe aus ungefähr 70 Soldaten in Vierer-Reihen in die Kaserne zurückkehren wollte. Die Gruppe marschierte zunächst wohl nicht im Gleichschritt. Durch die Schwingungen der Brücke animiert, pfiffen einige Soldaten ein Marschlied, worauf die Soldaten wohl ihren Schritt dem Lied und den Schwingungen anpassten, was diese erheblich verstärkte. Als die Spitze des Zuges schon die andere Seite erreicht hatte, gab es einen lauten Knall, worauf einer der Pylone in die Brücke stürzte und Teile der Fahrbahn ungefähr fünf Meter tief in den Fluss fielen. Etwa vierzig Soldaten stürzten gegen die Kettenteile und ins Wasser, das zu der Zeit sehr flach war. Es gab keine Toten, aber rund zwanzig Verletzte, darunter sechs Schwerverletzte.

### Untersuchung

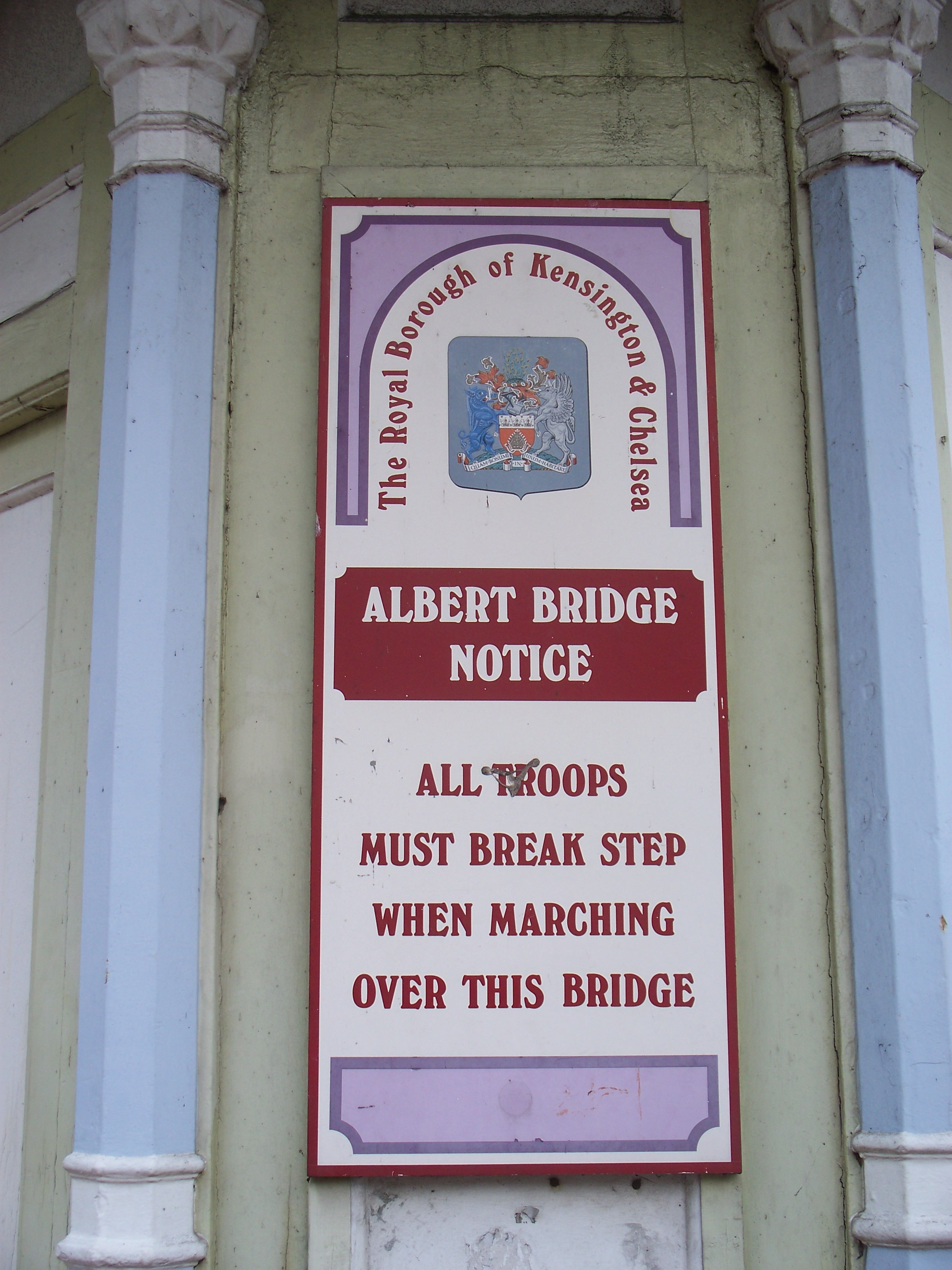
Warntafel an der Albert Bridge, London

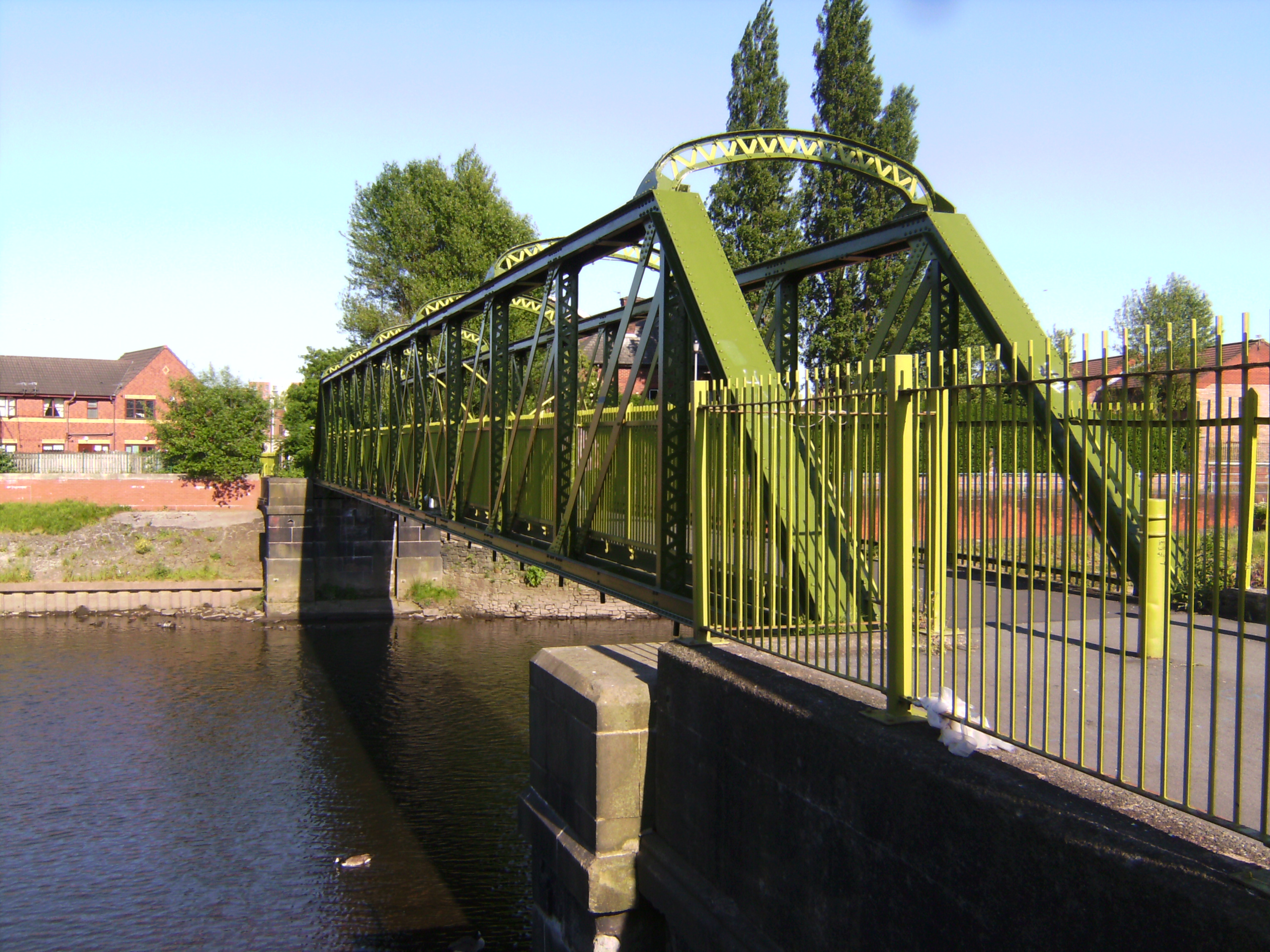
Die heutige Brücke

Die Untersuchung ergab, dass der Bolzen der letzten Kettenverbindung mit der Ankerplatte gebrochen und einige andere Bolzen verbogen waren. Aufgrund dieses einen gebrochenen Bolzens fehlte der Kette die Rückverankerung, so dass sie den Pylon umriss und die Brücke zum Einsturz brachte. Die durch die Soldaten verursachten Schwingungen hatten den Bruch zwar verursacht, aber man war überzeugt, dass der Bolzen früher oder später auf jeden Fall gebrochen wäre. Kritisiert wurde die Konstruktion, die Kette mit nur einem Bolzen an der Rückverankerung zu befestigen, außerdem wurde die Qualität des geschmiedeten Bolzens angezweifelt.

### Folgen
Der Einsturz konnte zwar den Bau weiterer Hängebrücken nicht stoppen, aber das Problem der sich durch Resonanz verstärkenden Schwingungen wurde allgemein bewusst wahrgenommen. Das britische Militär erließ eine allgemeine Anordnung, dass Truppen nicht im Gleichschritt über Brücken marschieren dürfen. An der Albert Bridge in London befindet sich heute noch ein Schild mit dem Warnhinweis All troops must break step (Truppen dürfen nicht im Gleichschritt marschieren).
Die Brücke wurde in verstärkter Form  und mit Ketten wieder aufgebaut, die auch an der Rückverankerung doppelt geführt wurden. Allerdings wurde die Brücke mit temporären Stützen versehen, wenn größere Menschenmengen auf der Brücke erwartet wurden. Diese Brücke wurde bis 1914 benutzt, als sie durch eine Stahl-Fachwerk-Brücke für Fußgänger ersetzt wurde.